# Kąty-Borucza
Kąty-Borucza is een plaats in het Poolse district  Miński, woiwodschap Mazovië. De plaats maakt deel uit van de gemeente Dobre en telt 170 inwoners.